# Dibolia schillingii
Dibolia schillingii là một loài bọ cánh cứng trong họ Chrysomelidae. Loài này được Letzner miêu tả khoa học năm 1847.